# Carlo Chueca
Carlo Franco Chueca del Río (Lima, 23 maart 1993) is een Peruviaans betaald voetballer die bij voorkeur als middenvelder speelt. Hij tekende in november 2014 een contract bij Ararat Jerevan, dat hem transfervrij inlijfde.

## Clubcarrière
Chueca verhuisde op zijn twaalfde van Lima naar Palm Springs. Daar startte zijn vader een bedrijf dat gespecialiseerd was in de reiniging van zwembaden.
Op 27 augustus 2013 tekende Chueca bij Chivas USA. Op 9 september 2013 maakte hij tegen DC United zijn debuut. In de negenentachtigste minuut verving hij Carlos Alvarez. Op 27 februari 2014 verliet hij de club. Op 20 november 2014 tekende hij bij het Armeense Ararat Jerevan.